# Willie Deane
Willie Morris Deane III (New York, 23 febbraio 1980) è un ex cestista statunitense con cittadinanza bulgara.

## Palmarès
- Campionato francese: 1

Nancy: 2010-11
- Campionato italiano: 1

Milano: 2013-14
- Coppa di Bulgaria: 1

Academic Sofia: 2008